# Theodore E. Harris
Theodore Edward „Ted“ Harris (* 11. Januar 1919 in Philadelphia; † 3. November 2005)  war ein US-amerikanischer Mathematiker, der sich mit Stochastik befasste.
Harris studierte an der University of Texas mit dem Bachelor-Abschluss 1939 und an der Princeton University mit dem Master-Abschluss 1946 und der Promotion bei Samuel Wilks 1948 (Some Theorems on the Bernoullian Multiplicative Process). 1947 bis 1966 war er Mathematiker bei der Rand Corporation, wo er ab 1959 der Abteilung Mathematik vorstand. 1966 bis zur Emeritierung 1989 war er Professor an der University of Southern California. 1985 erhielt er den Albert S. Raubenheimer Outstanding Faculty Award seiner Universität.
1953 war er Gastprofessor an der Columbia University und 1963 an der Stanford University. 
1955 bis 1958 war er Herausgeber der Annals of Mathematical Statistics. 
Harris befasste sich mit stochastischen Prozessen und Markow-Prozessen. Nach ihm ist die Harris-Kette benannt und die Harris-Ungleichung (die er beim Studium von ebenen Perkolationen fand). Er veröffentlichte eine Monographie über Verzweigungsprozesse. Er befasste sich mit Anwendungen wie Erneuerungstheorie, Teilchen-Kaskaden in der kosmischen Strahlung und Monte-Carlo-Methoden.
Er ist Fellow der National Academy of Sciences, der American Association for the Advancement of Science und des Institute of Mathematical Statistics, dessen Präsident er 1966/67 war. Harris ist Ehrendoktor des Chalmers Institute of Technology in Göteborg.
Harris heiratete 1947 und hatte zwei Kinder.

## Schriften
- Theodore Edward Harris: The theory of branching processes (= Grundlehren der mathematischen Wissenschaften. Band 119). Springer-Verlag, Berlin 1963, ISBN 978-3-642-51868-3 (englisch, rand.org [PDF]).